# Stanisław Heyman

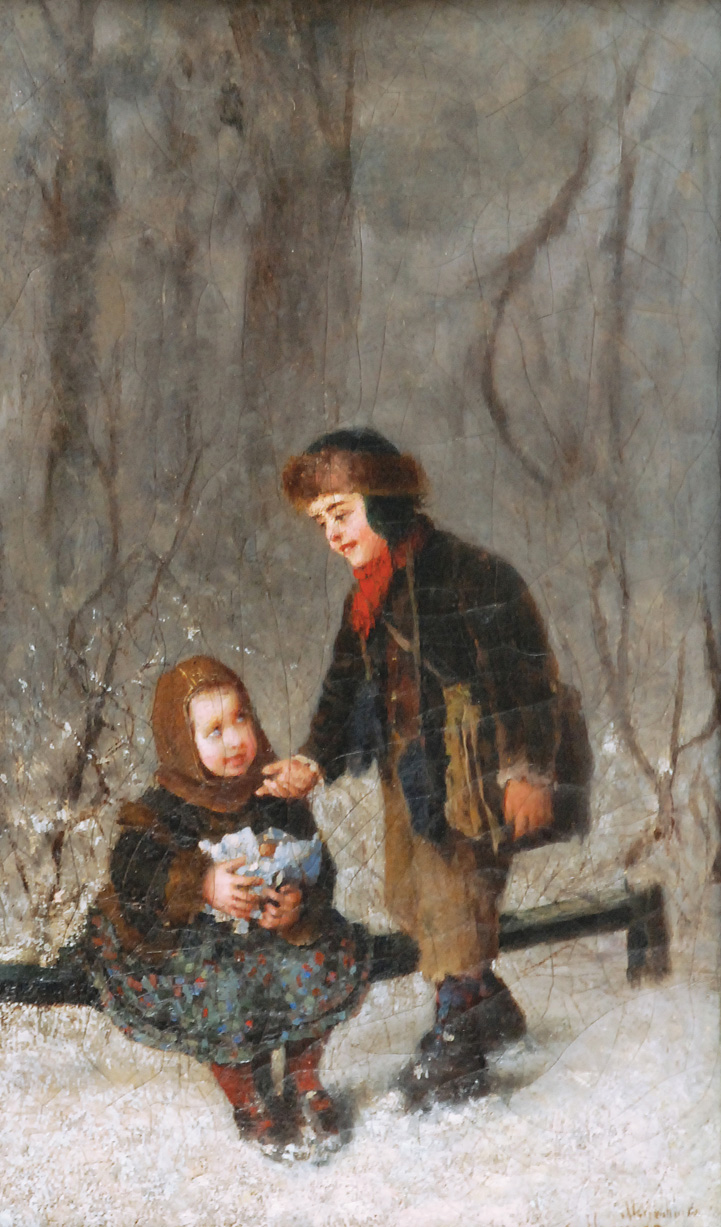
Dzieci – Monachium 1875

Stanisław Heyman (ur. 1843 w Częstochowie, zm. 4 grudnia 1915 w Warszawie) – polski malarz pochodzenia żydowskiego.
W latach 1858–1861 studiował malarstwo w Szkole Sztuk Pięknych w Warszawie (3 semestry) i w Dreźnie, a w 1864 został przyjęty do Królewskiej Akademii Sztuk Pięknych w Monachium, gdzie studiował do roku 1866, a następnie w roku 1872. Między pobytami w stolicy Bawarii przebywał w Warszawie, gdzie pracował u Leopolda Horowitza. Po studiach pracował w Warszawie. Był członkiem Zachęty, brał udział w jej wystawach przez prawie 30 lat. 
Stanisław Heyman specjalizował się w portretach (m.in. zbiorowy rodziny Poznańskich i portret Elizy Orzeszkowej), choć czasem malował sceny rodzajowe, w obu przypadkach często z życia społeczności żydowskiej, oraz portrety, w tym .
Do jego uczniów należeli m.in. Szymon Buchbinder i Edward Loevy.
Obrazy Heymana znajdują się m.in. w zbiorach Muzeów Narodowych: warszawskiego, krakowskiego oraz poznańskiego. 